# Kościół św. Aleksego w Płocku
Kościół św. Aleksego w Płocku – zlokalizowany jest na osiedlu Trzepowo.

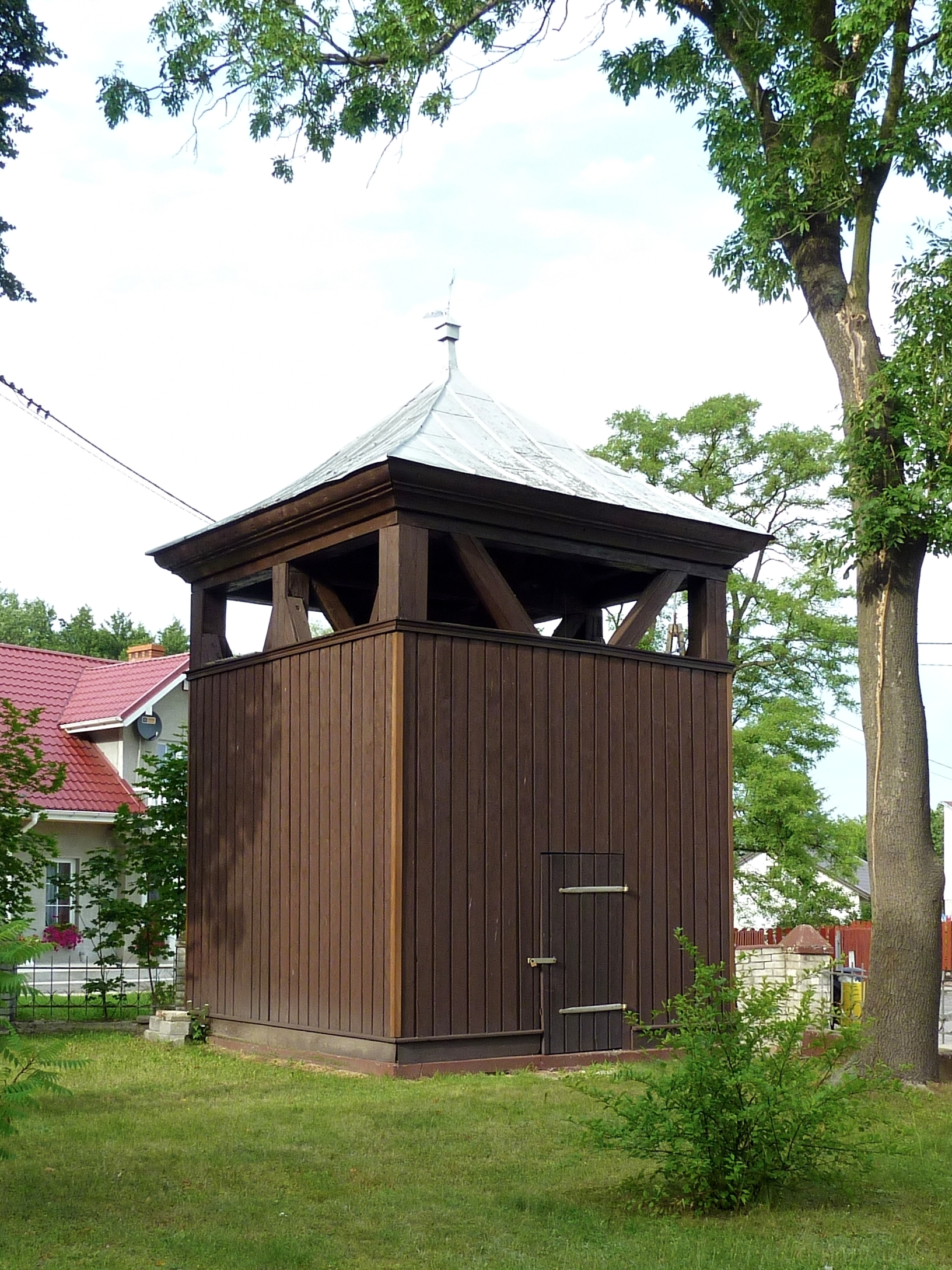
Zabytkowa dzwonnica

Obecny kościół powstał około 1740. W czasie okupacji kościół był zamknięty od 1941 r.